# Вяз Томаса
Вяз Томаса (лат. Ulmus thomasii) — лиственное дерево, вид рода Вяз (Ulmus) семейства Вязовые (Ulmaceae). Ареал охватывает центральную и восточную часть Северной Америки.

## Ботаническое описание

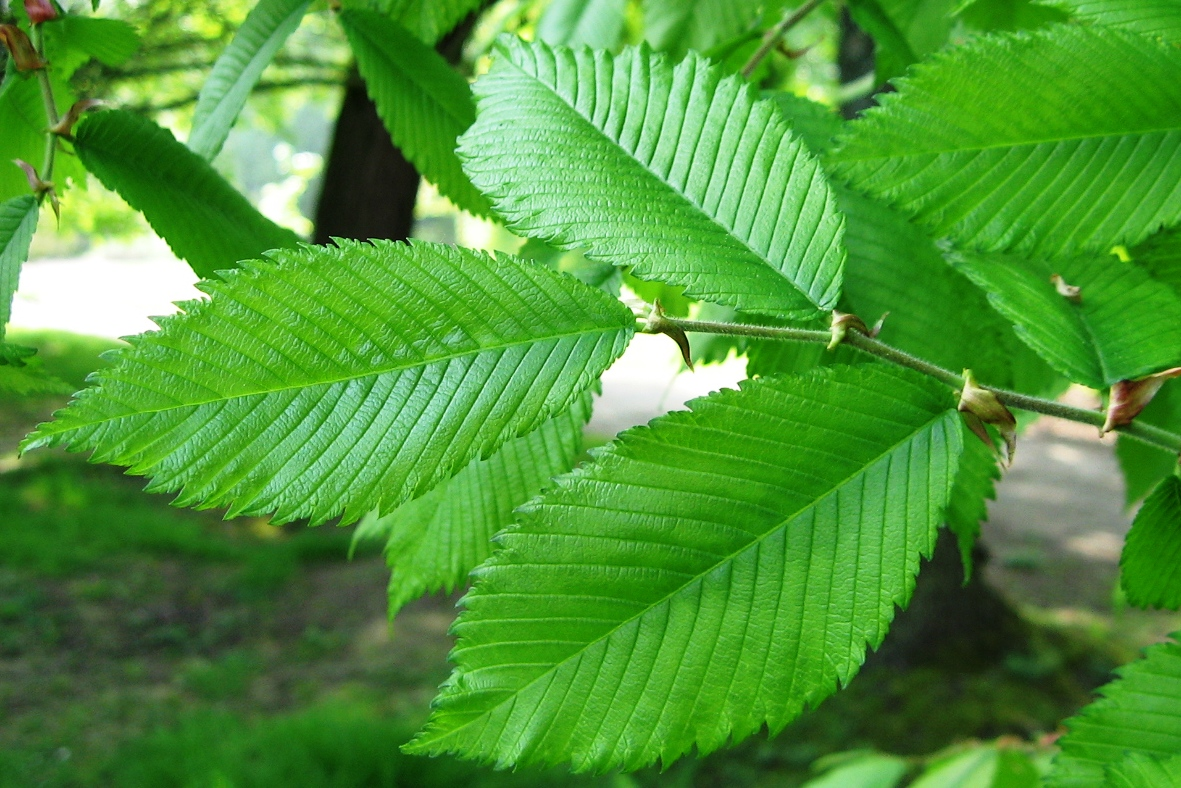
Лист Ulmus thomasii

Медленнорастущее листопадное дерево высотой до 30 метров. Ветви часто имеют пробковые полоски. Внутренняя кора лимонно-жёлтая. Листья длиной от 5 до 11 сантиметров со слегка асимметричным основанием. Верхняя сторона листа глянцевая и гладкая, образуется максимум 21 пара боковых жилок. Цветы находятся в маятниковых гроздьях длиной до 5 сантиметров. Время цветения — с марта по апрель. Плоды волосистые, с утолщённым и реснитчатым краем.

## Распространение и экология
Естественный ареал вида охватывает центральную и восточную часть Северной Америки от Квебека до Южной Дакоты на севере и на юг до Теннесси и Миссури. Часто встречается в каменистых местах на скалистых склонах и в скалистых ущельях. Лучше всего растёт на влажных, хорошо дренированных, суглинистых почвах в низменных и холмистых районах. Очень теневынослив и часто растёт в смешанных лесах с требовательными лиственными породами, такими как гикори (Carya), ясень (Fraxinus) и клён (Acer).

## Этимология
Вид назван в 1902 году в честь Дэвида Томаса, американского инженера-строителя, который впервые описал это дерево в 1831 году как Ulmus racemosa.

## Использование
Древесина Ulmus thomasii самая твердая и тяжелая из всех вязов, а в лесах, где он произрастает, остается сравнительно свободной от сучков и других дефектов. Она также очень прочная и хорошо поддается полировке, поэтому когда-то пользовалась большим спросом в Америке и Европе для самых разных целей, в частности, для строительства кораблей, мебели, сельскохозяйственных орудий и музыкальных инструментов. В Центральной Европе произрастает в ботанических садах.
Прочность древесины во многом обусловлена плотной текстурой, возникающей из-за очень медленных темпов роста дерева: ствол обычно увеличивается в диаметре менее чем на 2 мм в год. Известен экземпляр из Ботанического сада в Кью, который за 50 лет достиг высоты всего 12 метров.